# Tommaso Pio Boggiani
Tommaso Pio Boggiani (Boscomarengo, 19 januari 1863 - Rome, 26 februari 1942) was een Italiaans geestelijke en kardinaal van de Rooms-Katholieke Kerk.
Pio Boggiani trad in 1879 toe tot de Dominicanen in Chieri en nam daarbij de kloosternaam Tomasso aan. Hij studeerde aan de theologische faculteit van de Universiteit van Graz.
Boogiani werd op 22 juli 1885 priester gewijd en vervulde daarna een taak in de missie in Constantinopel. In 1891 werd hij prior van een domicaans convent in Ragusa. In 1898 werd hij decaan van het Filosofisch College in Graz. Twee jaar later werd hij benoemd tot pastoor van de Santa Maria di Castello in Genua. Onderwijl doceerde hij aan het seminarie van het aartsbisdom Genua.
Paus Pius X benoemde hem op 31 oktober tot bisschop van Adria en Rovigo. Hij ontving zijn bisschopswijding uit handen van kardinaal-staatssecretaris Rafael Merry del Val. Als wapenspreuk koos hij Pax fratribus et charitas cum fide (Uit Efeziërs 6,23: Vrede, geloof en liefde aan de broeders). Hij werd in 1912 bevorderd tot titulair aartsbisschop van Edessa en als pauselijk delegaat uitgezonden naar Mexico. In 1914 was hij enige tijd administrator van het aartsbisdom Genua.
In 1914 werd pater Boggiani benoemd tot secretaris van de H. Congregatie voor het Concilie. Hij was als secretaris verbonden aan het conclaaf van 1914 dat leidde tot de verkiezing van paus Benedictus XV. Deze paus creëerde hem kardinaal tijdens het consistorie van 4 december 1916. De Santi Quirico e Giulitta werd zijn titelkerk.
Op 10 maart 1919 werd kardinaal Boggiani benoemd tot aartsbisschop van Genua. Hij nam deel aan het conclaaf van 1922 en werd door de nieuwgekozen paus Pius XI benoemd tot camerlengo van het College van Kardinalen. Op 15 juli 1929 werd hij bevorderd tot kardinaal-bisschop van het suburbicair bisdom Porto-Santa Rufina. In 1933 benoemde paus Pius hem tot kanselier van de Heilige Roomse Kerk, hetgeen hij tot zijn dood zal blijven. Hoewel kardinaal-bisschop, werd hem bij zijn benoeming tot kanselier ook de titelkerk San Lorenzo in Damaso geschonken, daar deze titel al sinds 1532 verbonden was met het kanselierschap.
Kardinaal Boggiano nam deel aan het conclaaf van 1939 dat leidde tot de verkiezing van paus Pius XII. Hij overleed in 1942 en werd begraven in de parochiekerk van zijn geboortedorp Boscomarengo.
- Bibliothèque nationale de France: cb17141337j (data)
- Gemeinsame Normdatei: 174119534
- International Standard Name Identifier: 0000 0000 6224 8301
- Istituto Centrale per il Catalogo Unico: CUBV022963
- Virtual International Authority File: 89115150
- WorldCat: E39PBJrC8PjpcJvp4MBvx68cT3